# 庇仁郡
庇仁郡（ピインぐん、비인군）は現在の韓国忠清南道舒川郡西部にあった行政区域。

## 歴史
本来百済の比象県であったが、757年（景徳王16年）庇仁に直されて西林郡（現在の舒川郡）の属県とし、1018年（顕宗9年）嘉林県（現在の林川）に属して後に監務を置いた。1413年（太宗13年）県監を置き、1895年（高宗32年）昇格して郡となり、1914年の行政区域改編の際、舒川郡に合わせて庇仁面となった。
ここは朝鮮時代に海上交通と軍事上で重要な場所だった。全羅道・慶尚道地方の税穀船が通る交通の要地であり、1655年（孝宗6年）藍浦の広巌にあった馬梁鎮をここの都頓串に移し、水軍僉節制使を置いた。ここには常備軍である留防軍があった。
英祖の時はここに済民倉を設置し、3万石の米を備えた。1419年（世宗元年）5月、50余隻の倭船が庇仁県都豆音串を侵攻して庇仁城を包囲したが、朝廷が大規模な兵力を出動して倭寇を撃退させた。

## 1914年以降
| 統廃合前     | 統廃合後（舒川郡） | 統廃合後（舒川郡）                                                                             |
| 旧行政区域   | 新行政区域         | 新行政区域                                                                                     |
| ------------ | ------------------ | ---------------------------------------------------------------------------------------------- |
| 庇仁郡郡内面 | 庇仁面             | 선도리、성내리、성북리、칠지리                                                                 |
| 庇仁郡北面   | 庇仁面             | 구복리、남당리、성산리、율리                                                                   |
| 庇仁郡一方面 | 庇仁面             | 관리、다사리、장포리                                                                           |
| 庇仁郡一方面 | 鍾川面             | 당정리、랑평리、신검리、장구리、종천리                                                         |
| 庇仁郡二方面 | 鍾川面             | 도만리、산천리、석촌리、지석리、화산리、흥림리                                                 |
| 庇仁郡東面   | 東面               | 마대리、만덕리、문곡리、복대리、상좌리、수성리、심동리、우라리、저산리、판교리、현암리、후동리 |
| 庇仁郡西面   | 西面               | 개야리、부사리、원두리、월호리、주항리、월리、신합리、마량리、도둔리                           |